# Sloan MacKenzie
Sloan MacKenzie (n. 16 mai 2002, Halifax, Nova Scotia, Canada) este o canoistă, medaliată olimpică. A participat la o ediție a Jocurilor Olimpice (2024) în care a câștigat o medalie de bronz.

## Participări
Lista de mai jos prezintă principalele competiții la care a participat Sloan MacKenzie de-a lungul carierei.
- Jocurile Olimpice de vară din 2024[2]